# Negationismewet
De Negationismewet (of Revisionismewet) staat sinds 23 maart 1995 in het Belgisch Strafwetboek. De wet is een verbod op het ontkennen, minimaliseren, rechtvaardigen of goedkeuren van de genocide, gepleegd door het Duitse nationaalsocialistische regime tijdens de Tweede Wereldoorlog. Het Interfederaal Gelijkekansencentrum (Unia) volgt inbreuken op de wet op.
Het naziregime vermoordde miljoenen mensen in concentratiekampen. Joden, Roma en Sinti (zigeuners), Polen en andere Slaven, Sovjet-krijgsgevangenen, homoseksuele mannen, Jehova's getuigen, gehandicapten, geestelijk gehandicapten, en politieke tegenstanders werden slachtoffers van de nazi-genocide. Voor de definitie van het begrip genocide verwijst de Negationismewet naar artikel 2 van het Genocideverdrag uit 1948.
Er is een voortdurend debat om het toepassingsgebied van de Negationismewet uit te breiden tot andere volkerenmoorden of misdaden tegen de mensheid die door een internationaal gerechtshof erkend zijn, zoals de Rwandese genocide. Zo werd in juni 2005 een hervorming tot uitbreiding naar andere genociden besproken in de Senaat, maar botste op weerstand van Belgische politici met Turkse roots. Zij aanvaardden de internationale erkenning van de Armeense genocide niet, die werd gepleegd door de Jong-Turken in het Ottomaanse Rijk in het begin van de twintigste eeuw.
Tegenhangers van de wet spreken van inbreuk op het recht van vrijheid van meningsuiting.

## Chronologie
- 30 juni 1992: Het wetsontwerp voor de negationismewet, opgesteld door Claude Eerdekens en Yvan Mayeur van de Parti Socialiste, wordt ingediend in de Kamer van volksvertegenwoordigers door Eerdekens (PS), Marcel Cheron (Ecolo), Marcel Colla (SP), Yvan Mayeur (PS), Luc Dhoore (CVP), Raymond Langendries (CDH), Louis Michel (MR) en Mieke Vogels (Agalev).[3]
- 2 februari 1995: Het wetsvoorstel wordt door de Kamer van volksvertegenwoordigers gestemd en aangenomen met 194 stemmen voor, 0 tegen en 0 onthoudingen.[4]
- 14 maart 1995: Het wetsvoorstel wordt door de Senaat gestemd en aangenomen met 131 stemmen voor, 0 tegen en 1 onthouding.[5]
- 23 maart 1995: De Belgische koning Albert II bekrachtigd de Negationismewet door het wetsontwerp te ondertekenen.
- 30 maart 1995: De Negationismewet wordt gepubliceerd in het Belgisch Staatsblad en treedt direct in werking.
- 25 juni 1999: Een wetswijziging waardoor een veroordeelde overeenkomstig artikel 33 van het Strafwetboek tot de ontzetting uit de rechten kan worden gesanctioneerd.
- 5 maart 2014: Een wijzigingsbepaling in de Negationismewet, de vermelding "Het Centrum voor gelijkheid van kansen en voor racismebestrijding" wordt er in vervangen door de woorden "Het interfederaal Centrum voor gelijke kansen en bestrijding van discriminatie en racisme opgericht door het samenwerkingsakkoord van 12 juni 2013".
- 31 december 2018: Een wetswijziging, technische bewoordingen in artikel 4 van de Negationismewet worden bijgewerkt, in overeenstemming met de wetswijziging van artikel 17 in het Strafwetboek.

## Strafbare gedragingen

### Ontkennen
Elk onderdeel van de nazi-genocide uit WOII ontkennen is strafbaar. Bijvoorbeeld het enkel ontkennen van het gewelddadig transport van zigeunerkinderen naar concentratiekampen tot een totale ontkenning van de Holocaust, de genocide van miljoenen Joden, kunnen gesanctioneerd worden.

### Minimaliseren
Het marginaal en onbeduidend afdoen van de nazi-genocide is strafbaar. Hierbij zegt de rechtsleer "het als onbeduidend voorstellen", en niet "het zo klein mogelijk maken". Bijvoorbeeld stellen dat er minder slachtoffers waren in de genocide dan eerder gedacht wegens nieuw wetenschappelijk bewijs, is niet strafbaar volgens de Genocidewet.

### Goedkeuren
De nazi-genocide in een positief daglicht stellen is strafbaar. Een positief moreel oordeel verkondigen over de genocide ontbreekt aan bezwaar op vlak van zedelijkheid of juistheid.

### Rechtvaardigen
De nazi-genocide pogen de rechtvaardigen is strafbaar. Dit verbod is het meest voor interpretatie vatbaar. Gaat het over "het recht doen wedervaren door van schuld vrij te spreken" of "de rechtvaardigheid of de juistheid aantonen"? De rechtsleer is meestal van mening dat de tweede betekenis moet worden aangehouden. Het Belgisch Grondwettelijk Hof deelde die mening in zijn arrest van 12 juli 1996.

## Veroordeling
De negationistische gedragingen zijn enkel strafbaar volgens de Negationismewet bij een van de omstandigheden die in artikel 444 van het Strafwetboek zijn weergegeven:
- "Mondelinge aantijgingen": aantijgingen die in openbare bijeenkomsten of plaatsen zijn geschied; of in een niet-openbare plaats waar een aantal personen het recht hebben om het te bezoeken of er te vergaderen; of in een plaats in tegenwoordigheid van de beledigde en voor getuigen.
- "Niet-mondelinge aantijgingen": niet-mondelinge aantijgingen die openbaar zijn, zoals verheerlijkende Holocaust-foto's plaatsen op een openbare plaats op het internet. Bijvoorbeeld diezelfde foto's in een privémail sturen naar een bepaald persoon valt dus niet onder de Negationismewet.[6]

## Sanctionering
In artikel 1 van de Negationismewet staan de hoofdstraffen beschreven. Bijstraffen zijn ook mogelijk. Een veroordeelde kan een gevangenisstraf van 8 dagen tot een jaar en een geldboete van 26 tot 5.000 euro krijgen. Bij verzachtende omstandigheden is opschorting van straffen door de rechter mogelijk. Mogelijke bijkomende straffen zijn bekendmaking van de veroordeling, ontzetting uit de rechten en bijzondere verbeurdverklaring.